# Синица
Синица или Ситница (на албански: Sinicë или Sinica), е село в Албания, част от община Девол, област Корча.

## География
Селото е разположено на 20 километра южно от град Корча и на 10 km западно от Божи град (Мирас), на река Синица, ляв приток на река Девол в източните склонове на Морава. 

## История
Според преданията на старите слимничени повечето от семействата на село Слимница (Трилофос), Костурско произхождат от Епир и от днес албанските села Чета, Ситница, Видово и други.
На Етнографската карта на Битолския вилает на Картографския институт в София от 1901 година Сеница е чисто българско село в Корчанската каза на Корчанския санджак с 95 къщи.
В Екзархийската статистика за 1908/1909 година Атанас Шопов поставя Сеница в списъка на „българо-патриаршеските села“ в Корчанска каза.
Според Георги Константинов Бистрицки Ситнища (Синица) преди Балканската война има 80 полуалбанчени български къщи.
До 2015 година селото е част от община Божи град (Мирас).